# Pero elmonjensis
Pero elmonjensis är en fjärilsart som beskrevs av Paul Dognin 1900. Pero elmonjensis ingår i släktet Pero och familjen mätare. Inga underarter finns listade i Catalogue of Life.